# Organometallisk kemi
Organometallisk kemi er studiet af organometalliske forbindelser, hvilket vil sige kemiske forbindelser, der indeholder mindst én kemisk binding mellem et carbonatom i et organisk molekyle og et metal, inklusive alkali-, jordalkali- og overgangsmetaler, og nogle gange også inkluderet halvmetaller som bor, silicium og selen.
Bortset fra bindinger til organylfragmenter og molekyler, er bindinger til "uorganisk" carbon som carbonmonoxid (metalcarbonyler), cyanid eller carbid også betragtet som organometalliske. Nogle relaterede forbindelser som overgangsmetalhydrider og metalfosfinkomplekss ofte inkluderet i diskussionen af organometalliske forbindelser, selvom de ikke nødvendigvis er organometalliske.
Det relaterede men særskilte term "metalorganisk forbindelse" bruges om forbindelser der indeholder metal-atomer, men som ikke har en direkte metal-carbonbinding, men som indeholder organiske ligander. Metal β-diketonater, alkoxider, dialkylamider og metalfosfinkomplekser er eksempler på denne type forbindelse. Organometallisk kemi kombinerer traditionel uorganisk kemi og organisk kemi.
Organometalliske forbindelser bliver bredt anvendt både i støkiometrisk forskning og industrielle kemiske reaktioner, somt som katalysatorer for at øge reaktionshastighed, hvor slutproduktet inkluderer polymerer, lægemidler og mange andre typer produkter.

## Tidslinje for organometlalisk kemi
- 1760 Louis Claude Cadet de Gassicourt isolerer det arsen-holdige stof cacodyl
- 1827 William Christopher Zeise producer Zeises salt; det første platin / olefin-konkleks
- 1848 Edward Frankland opdager diethylzinc
- 1890 Ludwig Mond opdager nikkeltetrakarbonyl
- 1899 John Ulric Nef opdager alkynylering ved brug af natrium-acetylider.
- 1909 Paul Ehrlich introducerer Salvarsan, en tidlig arsenbaseret organometallisk forbindelse, til behandling af syfilis
- 1912 Nobelprisen i kemi gives til Victor Grignard og Paul Sabatier
- 1930 Henry Gilman opfinder lithiumcuprater, se Gilmanreagent
- 1940 Eugene G. Rochow og Richard Müller opdager en direkte syntese til fremstilling af organosilicium-forbindelser
- 1930'erne og 1940'erne Otto Roelen og Walter Reppe udvikler en metal-katalyseret hydroformylering og acetylenkemi
- 1951 Walter Hieber modtager Alfred Stock prize for sit arbejde med metalcarbonyl-kemi.
- 1951 Ferrocen opdages
- 1956 Dorothy Crawfoot Hodgkin fastsætter strukturen af vitamin B12, det første miomolekyle der bliver funder med metal-carbon-binding, se bioorganometallisk kemi
- 1963 Nobelprisen i kemi gives til Karl Ziegler og Giulio Natta for Ziegler–Natta katalysator
- 1973 Nobelprisen i kemi gives til Geoffrey Wilkinson og Ernst Otto Fischer for sandwichforbindelser
- 1981 Nobelprisen i kemi gives til Roald Hoffmann og Kenichi Fukui for skabelsen af Woodward-Hoffmanreglerne
- 2001 Nobelprisen i kemi gives til W. S. Knowles, R. Noyori og Karl Barry Sharpless for asymmetrisk hydrogenering
- 2005 Nobelprisen i kemi gives til Yves Chauvin, Robert Grubbs og Richard Schrock for metalkatalyseret alkenmetathese
- 2010 Nobelprisen i kemi gives til Richard F. Heck, Ei-ichi Negishi, Akira Suzuki for palladium-katalyseret krydskoblingsreaktioner